# Absorbant petrolier (depoluare)
Problemele de mediu generate de poluarea solului și apelor subterane cu țiței s-au acutizat în ultimii ani; caracteristică principală a poluării cu țiței (petrol brut) constă în aceea, că sursă de poluare este activă, de cele mai multe ori, pe o perioadă scurtă de timp, însă are o intensitate importantă în timp, agentul poluant fiind constituit din fracții petroliere. 
Conform legislației de mediu, în cazul producerii accidentelor ecologice, există obligația intervenției în cel mai scurt timp. 
Absorbantul petrolier biodegradabil este un produs folosit la: 
- depoluare  cazurile unor poluări (murdăriri) cu produse petroliere, solvenți, ulei vegetal, biodiesel;
- depoluari de produse petroliere a apelor (dulci, salmastre și marine) și a solurilor;
- refacere ecologică a terenurilor contaminate cu produse petroliere;

## Caracterizari generale
- absoarbe (imobilizează) aproape instantaneu circa 150 produse;
- curățiri de tancuri slamuri petroliere;
- stații PECO, ateliere mecanice;
- incinerare în centrale termice, capacitate calorică: 8.000 Kcal/Kg.
- poate fi utilizat în mod obișnuit pentru absorbția produselor petroliere de pe suprafețe betonate și accidental, de pe sol și din apa;
- poate absoarbe toată gamă de hidrocarburi de tip benzine, motorine și uleiuri
- 100% natural și biodegradabil;

## Principalele avantaje ale absorbantului
1. acționează eficient atât pe apă, plutind la suprafața acesteia, cât și pe sol;
2. produsul este natural 100% și biodegradabil;
3. absoarbe rapid produsul petrolier și îl reține la locul accidentului, nepermițând migrarea să în profunzime, ceea ce înseamnă blocarea extinderii poluării;
4. depoluarea solurilor se face „in situ” și se bazează pe încorporarea hidrocarburilor în celulă vegetală și biodegradarea lor prin activitatea bacteriană, în maximum 120 zile dacă se asigură condițiile optime de aerobioză;
5. este lipsit complet de toxicitate pentru organismele vii și nu modifică caracteristicile mediului pe care a fost aplicat;
6. este o soluție eficientă atât pentru prevenirea cât și împotrivă poluării, utilă pentru o mare parte din sectoarele industriei:

## Industrii utilizatoare
- Industria de transport (transportoare): companii de transport maritim, aerian, auto și pe căile ferate.
- Industria de servicii : ateliere de reparații, firme de reciclare solvenți, stații de distribuție a combustibililor, stații service, laboratoare.
- Industrii productive (producătoare): fabrici de produse chimice, producători de autoturisme, uzine constructoare de mașini, fabrici de vopseluri, uzine prelucrătoare de oțel, fabrici de celuloză și hârtie, fabrici de conserve.
- Industria petrolieră: platforme de foraj, rafinării, instalații de încărcare, depozite pentru stocare, centre de distribuție, stații service.